# 民主与独裁论战
民主与独裁论战是1930年代中华民国大陆时期思想界的一场关于中国应该采取何种政体的论争。

## 背景
1927年国民党清党（中国共产党称四一二反革命政变），随后宁汉合流，在全国境内实现了名义上的统一。然而，蒋介石实行一党专政、一人专政，孙中山遗孀宋庆龄也与之决裂，投身国民党左派。1930年代处于中华民国大陆时期罕见的政治稳定、经济发展的南京十年。
当时，国民政府大力推行“民族复兴运动”，即政治上以蒋介石为中心的一党领袖独裁，经济上的“国民经济建设运动”，文化上的“中国本位文化建设运动”，以及社会生活上的“新生活运动”。以《独立评论》为中心的一批中国知识分子对于当时的政治环境以及1931年九一八事变后“建国问题”、“国难”问题产生了不同看法。

## 概略
论战双方都曾经是留学英、美，历来主张中国要实行英美式民主制度的知识分子。双方代表人物是蒋廷黻和胡适。1933年，发生福建事变，引发对中国将再度分裂的担忧。1933年12月，蒋廷黻在80号《独立评论》（胡适、丁文江、蒋廷黻、翁文灏等人主办）上发表了《革命与专制》。蒋认为，按照英国、法国和俄国都曾经历过绝对主义君主专制的经验，中国必须经过一个不可逾越的“专制建国”阶段，方能实现现代化。在蒋看来，维护南京政府的绝对权威先于经济发展，而经济发展又先于推行民主。
随后，胡适在《独立评论》81和82号上发表两篇驳斥文。胡适主张渐进地改良一党专政的国民党，以期废除党治，实行宪政。胡适在1933年前就屡次在不同场合表达过这种观点，将蒋廷黻的《革命与专制》视作对自己不点名的批评。胡文发表后不久，吴景超在84号《独立评论》发表《革命与建国》一文，附和蒋廷黻《革命与专制》中的观点。钱端升也在保守主义的《东方杂志》第三十一卷第一号上撰文《民主政治乎？极权国家乎？》为独裁申辩。
1934年年底，胡适受邀为《东方杂志》撰写《一年来关于民治与独裁的讨论》，回顾了过去一年的这场民主与独裁论战。不久，丁文江在1934年12月18日《大公报》上发表《民主政治与独裁政治》，批评胡适的民主政治理想幼稚，又说中国人文化素质太低，文盲率太高（当时约四分之三以上），应实行“新式独裁”。1935年1月20日，丁文江又发表《再论民治与独裁》，说胡适无视中国的政治现实。
此外，张君劢主张民主与独裁之间的“第三条道路”。 有学者认为，论战中，陈之迈借用英国政治学者巴塞特 （R. Bassett）的“民主”概念和美国政治学者罗杰士 （Lindsay Rogers）的“危机政府” （Crisis Government）理论，为作为自由主义者的“独裁论”者提供了理论依据，加速了论战的结束。 